# Coppa del Mondo di telemark 2022
La Coppa del Mondo di telemark 2022 è stata la ventiduesima edizione della manifestazione organizzata dalla Federazione internazionale sci e snowboard. Ha avuto inizio il 24 gennaio 2022 a Saint-Gervais-les-Bains in Francia e si è conclusa il 20 marzo 2022 a Krvavec in Slovenia.
Sia in campo maschile che in campo femminile il calendario prevedeva 23 gare (5 di classico, 13 di sprint e 5 di sprint parallelo). A seguito della cancellazione di alcune tappe si sono svolte 17 gare in 6 diverse località. Gli svizzeri Bastien Dayer e Martina Wyss si sono aggiudicati, rispettivamente in campo maschile e femminile, la Coppa generale e tutte le Coppe di specialità. Dayer era il detentore uscente del trofeo in campo maschile, Amélie Wenger-Reymond lo era in campo femminile.

## Uomini

### Risultati
| Data             | Località                | Nazione  | Spec. | Prima              | Seconda            | Terza              |
| ---------------- | ----------------------- | -------- | ----- | ------------------ | ------------------ | ------------------ |
| 14 gennaio 2022  | Samoëns                 | Francia  | SP    | annullata          | annullata          | annullata          |
| 15 gennaio 2022  | Samoëns                 | Francia  | SP    | annullata          | annullata          | annullata          |
| 21 gennaio 2022  | Pralognan-la-Vanoise    | Francia  | SP    | annullata          | annullata          | annullata          |
| 22 gennaio 2022  | Pralognan-la-Vanoise    | Francia  | SP    | annullata          | annullata          | annullata          |
| 24 gennaio 2022  | Saint-Gervais-les-Bains | Francia  | SP    | Trym Nygaard Løken | Théo Sillon        | Bastien Dayer      |
| 25 gennaio 2022  | Saint-Gervais-les-Bains | Francia  | CL    | Bastien Dayer      | Trym Nygaard Løken | Yoann Rostolan     |
| 27 gennaio 2022  | Melchsee-Frutt          | Svizzera | SP    | Bastien Dayer      | Elie Nabot         | Théo Sillon        |
| 28 gennaio 2022  | Melchsee-Frutt          | Svizzera | CL    | Bastien Dayer      | Théo Sillon        | Trym Nygaard Løken |
| 29 gennaio 2022  | Melchsee-Frutt          | Svizzera | PR    | Trym Nygaard Løken | Elie Nabot         | Bastien Dayer      |
| 30 gennaio 2022  | Melchsee-Frutt          | Svizzera | PR    | Trym Nygaard Løken | Elie Nabot         | Bastien Dayer      |
| 2 febbraio 2022  | Villars-sur-Ollon       | Svizzera | SP    | annullata          | annullata          | annullata          |
| 2 febbraio 2022  | Villars-sur-Ollon       | Svizzera | SP    | annullata          | annullata          | annullata          |
| 17 febbraio 2022 | Ål                      | Norvegia | CL    | Bastien Dayer      | Trym Nygaard Løken | Théo Sillon        |
| 18 febbraio 2022 | Ål                      | Norvegia | SP    | Bastien Dayer      | Noé Claye          | Trym Nygaard Løken |
| 19 febbraio 2022 | Ål                      | Norvegia | PR    | Bastien Dayer      | Matti Lopez        | Trym Nygaard Løken |
| 6 marzo 2022     | Les Houches             | Francia  | SP    | Elie Nabot         | Alexis Page        | Noé Claye          |
| 7 marzo 2022     | Les Houches             | Francia  | SP    | Bastien Dayer      | Noé Claye          | Trym Nygaard Løken |
| 9 marzo 2022     | Mürren                  | Svizzera | CL    | Bastien Dayer      | Noé Claye          | Elie Nabot         |
| 10 marzo 2022    | Mürren                  | Svizzera | SP    | Jacob Alveberg     | Alexi Mosset       | Elie Nabot         |
| 11 marzo 2022    | Mürren                  | Svizzera | PR    | Bastien Dayer      | Elie Nabot         | Jacob Alveberg     |
| 18 marzo 2022    | Krvavec                 | Slovenia | CL    | Théo Sillon        | Elie Nabot         | Olle Collberg      |
| 19 marzo 2022    | Krvavec                 | Slovenia | SP    | Bastien Dayer      | Théo Sillon        | Gaetan Procurër    |
| 20 marzo 2022    | Krvavec                 | Slovenia | PR    | Bastien Dayer      | Elie Nabot         | Noé Claye          |

Legenda:

CL = classico

SP = sprint

PR = sprint parallelo

### Classifiche

#### Generale
| Pos. | Nome               | Nazione  | Punti |
| ---- | ------------------ | -------- | ----- |
| 1    | Bastien Dayee      | Svizzera | 1425  |
| 2    | Elie Nabot         | Francia  | 1011  |
| 3    | Théo Sillon        | Francia  | 863   |
| 4    | Trym Nygaard Løken | Norvegia | 745   |
| 5    | Jacob Alveberg     | Norvegia | 614   |

#### Classico
| Pos. | Nome               | Nazione  | Punti |
| ---- | ------------------ | -------- | ----- |
| 1    | Bastien Dayer      | Svizzera | 450   |
| 2    | Théo Sillon        | Francia  | 335   |
| 3    | Trym Nygaard Løken | Norvegia | 220   |

#### Sprint
| Pos. | Nome          | Nazione  | Punti |
| ---- | ------------- | -------- | ----- |
| 1    | Bastien Dayer | Svizzera | 555   |
| 2    | Elie Nabot    | Francia  | 430   |
| 3    | Théo Sillon   | Francia  | 331   |

#### Sprint parallelo
| Pos. | Nome               | Nazione  | Punti |
| ---- | ------------------ | -------- | ----- |
| 1    | Bastien Daye4      | Svizzera | 420   |
| 2    | Elie Nabit         | Francia  | 365   |
| 3    | Trym Nygaard Løken | Norvegia | 260   |

## Donne

### Risultati
| Data             | Località                | Nazione  | Spec. | Prima                | Seconda              | Terza                |
| ---------------- | ----------------------- | -------- | ----- | -------------------- | -------------------- | -------------------- |
| 14 gennaio 2022  | Samoëns                 | Francia  | SP    | annullata            | annullata            | annullata            |
| 15 gennaio 2022  | Samoëns                 | Francia  | SP    | annullata            | annullata            | annullata            |
| 21 gennaio 2022  | Pralognan-la-Vanoise    | Francia  | SP    | annullata            | annullata            | annullata            |
| 22 gennaio 2022  | Pralognan-la-Vanoise    | Francia  | SP    | annullata            | annullata            | annullata            |
| 24 gennaio 2022  | Saint-Gervais-les-Bains | Francia  | SP    | Laly Chaucheprat     | Argeline Tan-Bouquet | Goril Strøm Eriksen  |
| 25 gennaio 2022  | Saint-Gervais-les-Bains | Francia  | CL    | Martina Wyss         | Argeline Tan-Bouquet | Beatrice Zimmermann  |
| 27 gennaio 2022  | Melchsee-Frutt          | Svizzera | SP    | Martina Wyss         | Jasmin Taylor        | Argeline Tan-Bouquet |
| 28 gennaio 2022  | Melchsee-Frutt          | Svizzera | CL    | Martina Wyss         | Beatrice Zimmermann  | Argeline Tan-Bouquet |
| 29 gennaio 2022  | Melchsee-Frutt          | Svizzera | PR    | Martina Wyss         | Beatrice Zimmermann  | Goril Strøm Eriksen  |
| 30 gennaio 2022  | Melchsee-Frutt          | Svizzera | PR    | Argeline Tan-Bouquet | Goril Strøm Eriksen  | Martina Wyss         |
| 2 febbraio 2022  | Villars-sur-Ollon       | Svizzera | SP    | annullata            | annullata            | annullata            |
| 2 febbraio 2022  | Villars-sur-Ollon       | Svizzera | SP    | annullata            | annullata            | annullata            |
| 17 febbraio 2022 | Ål                      | Norvegia | CL    | Martina Wyss         | Argeline Tan-Bouquet | Beatrice Zimmermann  |
| 18 febbraio 2022 | Ål                      | Norvegia | SP    | Martina Wyss         | Goril Strøm Eriksen  | Beatrice Zimmermann  |
| 19 febbraio 2022 | Ål                      | Norvegia | PR    | Martina Wyss         | Beatrice Zimmermann  | Goril Strøm Eriksen  |
| 6 marzo 2022     | Les Houches             | Francia  | SP    | Jasmin Taylor        | Martina Wyss         | Argeline Tan-Bouquet |
| 7 marzo 2022     | Les Houches             | Francia  | SP    | Martina Wyss         | Jasmin Taylor        | Argeline Tan-Bouquet |
| 9 marzo 2022     | Mürren                  | Svizzera | CL    | Martina Wyss         | Jasmin Taylor        | Argeline Tan-Bouquet |
| 10 marzo 2022    | Mürren                  | Svizzera | SP    | Martina Wyss         | Jasmin Taylor        | Beatrice Zimmermann  |
| 11 marzo 2022    | Mürren                  | Svizzera | PR    | Jasmin Taylor        | Beatrice Zimmermann  | Argeline Tan-Bouquet |
| 18 marzo 2022    | Krvavec                 | Slovenia | CL    | Martina Wyss         | Johanna Holzmann     | Jasmin Taylor        |
| 19 marzo 2022    | Krvavec                 | Slovenia | SP    | Martina Wyss         | Jasmin Taylor        | Argeline Tan-Bouquet |
| 20 marzo 2022    | Krvavec                 | Slovenia | PR    | Johanna Holzmann     | Argeline Tan-Bouquet | Martina Wyss         |

Legenda:

CL = classico

SP = sprint

PR = sprint parallelo

### Classifiche

#### Generale
| Pos. | Nome                 | Nazione     | Punti |
| ---- | -------------------- | ----------- | ----- |
| 1    | Martina Wyss         | Svizzera    | 1482  |
| 2    | Jasmin Taylor        | Regno Unito | 1085  |
| 3    | Argeline Tan-Bouquet | Francia     | 1047  |
| 4    | Beatrice Zimmermann  | Svizzera    | 981   |
| 5    | Goril Strøm Eriksen  | Norvegia    | 800   |

#### Classico
| Pos. | Nome                 | Nazione  | Punti |
| ---- | -------------------- | -------- | ----- |
| 1    | Martina Wyss         | Svizzera | 500   |
| 2    | Argeline Tan-Bouquet | Francia  | 302   |
| 3    | Beatrice Zimmermann  | Svizzera | 300   |

#### Sprint
| Pos. | Nome                 | Nazione     | Punti |
| ---- | -------------------- | ----------- | ----- |
| 1    | Martina Wyss         | Svizzera    | 630   |
| 2    | Jasmin Taylor        | Regno Unito | 510   |
| 3    | Argeline Tan-Bouquet | Francia     | 410   |

#### Sprint parallelo
| Pos. | Nome                 | Nazione  | Punti |
| ---- | -------------------- | -------- | ----- |
| 1    | Martina Wyss         | Svizzera | 352   |
| 2    | Argeline Tan-Bouquet | Francia  | 335   |
| 3    | Beatrice Zimmermann  | Svizzera | 330   |